# 王子島群

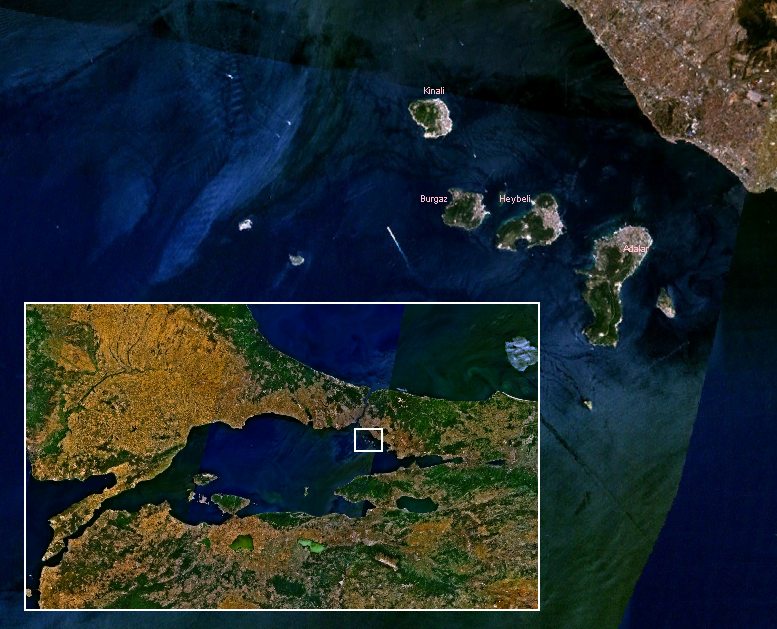
王子群島的衛星圖像，小圖為馬爾馬拉海

王子群島（意思是「紅色之島」，常稱「島嶼」），王子群島位於馬爾馬拉海中，在土耳其的伊斯坦堡的東南方約二十公里，王子群島由九個島嶼組成，其中四個主要大島為最靠近伊斯坦堡的克納樂島（Kınalıada）、布日伽茲島（Burgazada）、海逸白利亞島（Heybeliada）和面積最大的大島（Büyükada）。
拜占庭時期，王室將獲罪的王子或其他王室成員流放至此；隨後的鄂圖曼土耳其帝國亦依循此例，王子群島因而得名。群島上的許多拜占庭時期至今的教堂、修道院和清真寺保持仍然完整，亦成為當地的景觀特色。19世紀中期開始有汽船往來伊斯坦堡和王子群島之間，許多在伊斯坦堡有錢的希臘人、猶太人、亞美尼亞人和土耳其人開始在島嶼上置產作為度假勝地，使得島上形成了許多特殊的小型民族社區。大量維多利亞時期的小別墅、小洋房，至今仍完整的保存在群島上。海逸白利亞島港口左邊有土耳其最早的海軍軍校，大島的港口大樓建立於1899年鄂圖曼式建築物，非常有特色。
旅客要前往王子群島可以在歐洲邊的卡巴塔斯（Kabataş）搭乘交通船，交通船停靠亞洲邊的卡德柯伊後前往四個主要大島，單程約一小時15分鐘。旅客另外也可以在卡巴塔斯搭乘速度較快的觀光船前往海逸白利亞島和大島，單程約45分鐘。島嶼上有旅館住宿。
王子群島是伊斯坦堡人在夏天假日出遊的避暑勝地，群島上的居民平常大約唯一萬五千人，到了夏天可能暴增至十萬人到島上觀光。群島上最大的特色是除了警局、消防局、醫療和其他特殊需要外，沒有任何公車和汽車等現代交通工具。觀光客只要步行就可以欣賞島上特有的建築物，亦可以租用腳踏車或是而由馬車來回穿梭。大島從港口步行到山上的聖喬治修道院大約花兩個半鐘頭，另也可以搭乘馬車或是租用腳踏車。